# Wagneriala incisa
Wagneriala incisa är en insektsart som först beskrevs av Then 1897.  Wagneriala incisa ingår i släktet Wagneriala och familjen dvärgstritar. Arten är reproducerande i Sverige. Inga underarter finns listade i Catalogue of Life.